# لي سيونغ هون (ملاكم)
لي سيونغ هون مواليد 26 يوليو 1960 في تشنغتشونغ الشمالية، كوريا الجنوبية، هو ملاكم محترف كوري جنوبي معتزل. حقق بطولة الاتحاد الدولي للملاكمة.

## إحصائيات
خاض خلال مسيرته 52 نزالا، فاز في 45 وتعادل في 1 وخسر في 6. فاز بالضربة القاضية في 25 نزالا.

## روابط خارجية
- لي سيونغ هون على موقع بوكس ريك (الإنجليزية) (registration required)